# Speak to Me (Pink Floyd-dal)
A Speak to Me a nyitó dala a brit progresszív rock együttes, a Pink Floyd 1973-as The Dark Side of the Moon című albumának. Ez az album egyetlen dala, amelyen az együttes dobosát Nick Masont egyedül jelölték szerzőségre, valamint annak a három dalnak az egyike, melyet Mason a Pink Floyd karrierje során szerzett.

## Kompozíció
A Speak to Me nyitányként született. A dal nem más, mint előrepillantás az album többi dalába, ugyanis a többi számból állították össze. Eredetileg a darab elején szereplő szívverést igazi kórházi felvételekből akarták összeállítani, de ezt az ötletet elvetették. A stúdióban nagyon puha dobverőt használtak a kipárnázott lábdobon. A szívverés után több effekt is hallható. A következő számba (Breathe) az átvezetést egy zengőpedálon hosszan kitartott monumentális zongoraakkord fordított lejátszásával oldották meg.
A dalnak nincs szövege, a rádiókban általában együtt játsszák le a Breathe című dallal.

## Effektek
- Szívdobogás; ez hallható az Eclipse végén is.
- Óra ketyegés; a Time óráinak a ketyegésére válaszol.
- Őrült nevetés; a Brain Damageben lévő őrült nevetés.
- Pénztár gép hangja; a Money pénztárgépének a hangja.
- Helikopter zaj; felelet az On the Run zajaira.
- Sírás/sikoltás; felelet a The Great Gig in the Sky c. dal sikoltására.

## Beszédek
A dalban a következő beszéd foszlányok hallhatók:
I've been mad for fucking years, absolutely years, been over the edge for yonks, been working me buns off for bands… for Roger…
I've always been mad, I know I've been mad, like the
most of us are…very hard to explain why you're mad, even if you're not mad…
Őrült voltam sok elcseszett éven át, a határon túl sokszor, a seggem is ledolgoztam… Rogernek…
Mindig őrült voltam, Tudom hogy őrült voltam, mint mindannyian… nehéz megmagyarázni, miért őrült valaki, még akkor is, ha nem vagy őrült…